# Mer des Wadden
La mer des Wadden (Waddenzee en néerlandais, Wattenmeer en allemand, Vadehavet en danois, c'est-à-dire « mer des ouates » dans le sens de « mer des brumes ») est la zone côtière de la baie germanique en mer du Nord. Aujourd'hui Wadden ou Watten désigne en néerlandais et en allemand l'estran, aussi appelé batture. Délimitée par les îles de la Frise, la mer des Wadden s'étend sur 450 km du Helder aux Pays-Bas à Esbjerg au Danemark, en couvrant une superficie d'environ 10 000 kilomètres carrés.
Depuis le 26 juin 2009, certains sites de la mer des Wadden en Allemagne, aux Pays-Bas et au Danemark sont inscrits sur la liste du patrimoine mondial de l'UNESCO. De plus, la mer des Wadden est reconnue au titre de réserve de biosphère par l'UNESCO depuis 1990.

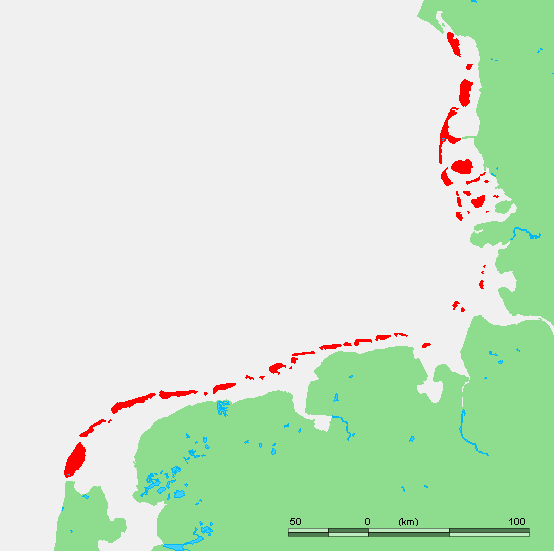
Les îles de la Frise (rouge) délimitent la mer des Wadden : avant l'Antiquité tardive, c'était le cordon dunaire littoral de la Germanie occidentale.

## Géographie
La mer des Wadden s'est formée dans l'Antiquité tardive lorsque la subsidence des zones côtières a permis l'inondation définitive des vasière  (slikkes) et des zones humides (schorres) situées entre la terre ferme et le cordon dunaire littoral devenu dès lors les îles de la Frise. Un réseau de chenaux de marée, de barres sableuses, de lagunes et d’îles crée une zone de transition entre la terre et la mer caractérisée par les changements journaliers de la marée, et une forte dynamique de salinité, lumière, oxygène et température. Il en résulte un système complexe qui fournit un habitat exceptionnel à une faune et à une flore très diversifiées : entre autres, de très nombreux oiseaux hivernent, s'alimentent ou se reproduisent sur la zone.
Une coopération trilatérale (Pays-Bas, Allemagne et Danemark) pour la protection de la mer des Wadden a été établie en 1982.
Parmi les espèces patrimoniales ou remarquables liées à ces habitats et écosystèmes particuliers, on trouve de nombreux oiseaux, poissons, crustacés et organismes marins, et surtout de grands mammifères tels le phoque commun, le phoque gris et le marsouin commun. On compte 29 espèces d'oiseaux : ce site accueille plus de 10 % de la population migratrice mondiale. Il s'agit d'un des derniers écosystèmes intertidaux où les processus naturels se déroulent encore à grande échelle de manière peu perturbée, abritant de nombreux habitats rares, dont de transition (écotones) : chenaux de marée, bancs de sable, herbiers marins, mollières (marais salés), barres de sable, vasières, estuaires, plages, dunes.

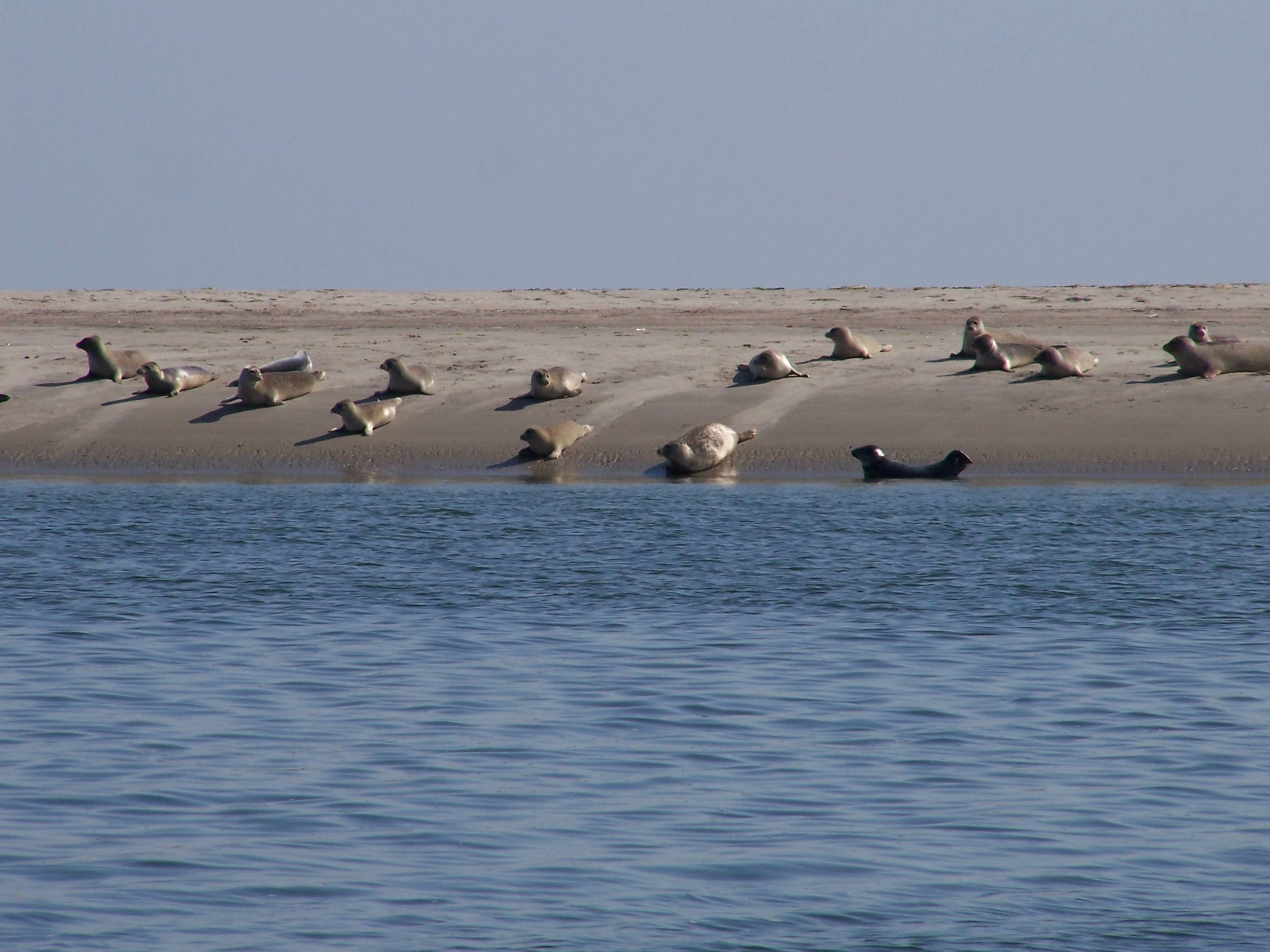
La mer des Wadden accueille plusieurs espèces de phoques (ici Phoca vitulina)
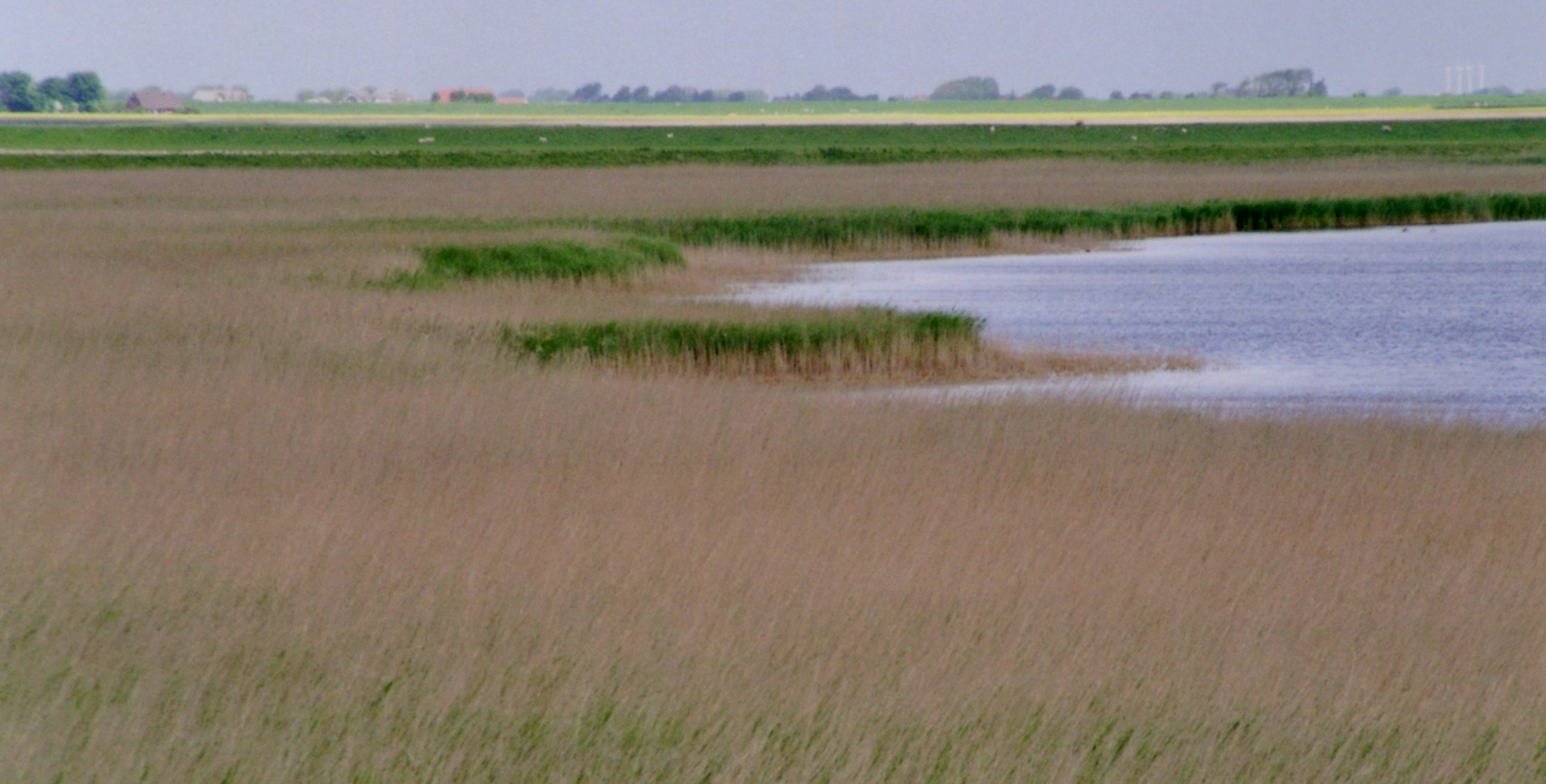
Hauke-Haien-Koog

## Histoire
Après les deux guerres mondiales, des stocks allemands de munitions récupérés par les Alliés ont été jetés en mer près de plusieurs des îles de la Frise.

## Patrimoine mondial de l'Unesco
Le 26 juin 2009, le Comité du patrimoine mondial a inscrit la mer des Wadden sur la liste du patrimoine mondial de l'Unesco, en tant que site naturel transfrontalier de l'Allemagne, des Pays-Bas et du Danemark. De ce fait, la partie protégée de la mer des Wadden est gérée comme une réserve naturelle internationale, de manière coordonnée et transfrontalière entre les trois pays. C'est le premier site naturel inscrit au patrimoine mondial de l'Unesco en Allemagne. 66 % de toute la mer des Wadden est classée en tant qu'écosystème tempéré remarquable de zones humides côtières, résultant d'interactions écologiques complexes (facteurs physiques, météorologiques, biologiques…). 
Le site classé comprend :
- l'aire de conservation de la mer des Wadden néerlandaise ;
- les parcs nationaux allemands de la mer des Wadden de Basse-Saxe et Schleswig-Holstein ;
- et la majeure partie de l’aire de conservation de la mer des Wadden danoise.

Ce classement devrait attirer les touristes, en les encourageant à mieux protéger cet environnement perturbé par des forages de gaz et de pétrole proches, et les panaches pollués des estuaires de l'Ems, de la Weser et de l'Elbe ainsi que par un trafic maritime important. 
La commission Ospar a aussi attiré l'attention sur le fait que des munitions ont été immergées en grandes quantités à proximité de certaines îles après les guerres mondiales, contenant peut-être des munitions chimiques, ces dernières, comme les premières étant susceptibles de commencer à fuir et poser des problèmes d'environnement,.